# Liceo Héctor Miranda
El Liceo Héctor Miranda es un instituto de educación secundaria de Montevideo,  numerado 2 dentro del dominio público. Se encuentra ubicado en la calle Profesor Carlos Bacigalupi 2244, barrio de La Aguada en Montevideo.

## Historia
En 1912 es promulgada la ley de creación de los liceos departamentales en Uruguay, que crearía las primeras instituciones de educación secundaria de Uruguay en las capitales departamentales, a excepción de Montevideo, que por aquellas épocas contaba con únicamente dos instituciones para tal fin, las llamadas Sección Masculina y  Sección Femenina de Secundaria, bajo la tutela de la Universidad de la República. 
El 13 de enero de 1916, a instancias del Poder Ejecutivo y mediante la promulgación de una nueva ley por parte del Poder Legislativo son creados los primeros liceos de Montevideo, los numerados 1 y 2.
Ambas instituciones estarían bajo la tutela de la Sección de Enseñanza Secundaria y Preparatoria de la Universidad de la República.   
El liceo número 2, se instalaría en el barrio La Aguada, más precisamente en la calle Sierra N°268 (calle que luego pasó a llamarse Avenida Daniel Fernández Crespo), en febrero de 1932 se decide crear un anexo en la casa de al lado, Sierra N° 260, recibiendo en el año 1918 la denominación de Héctor Miranda, en honor al político e historiador uruguayo fallecido en 1915.  
En los años cincuenta comenzó a construirse su nuevo edificio, diseñado por los arquitectos Ernesto Acosta Romeu, Ángel Stratta, Carlos Careri y Héctor Brum Requena, quienes utilizaron una arquitectura que rompía el esquema de las arquitecturas educativas utilizadas en la época. 
Este edificio fue el único de esta serie que el anteproyecto fue concursado, contando con la participación Carlevaro como arquitecto y De Pro como representante de Secundaria asesorando para la creación de las bases del concurso reflejando así la visión del sistema educativo del momento, y sentando las bases para el futuro desarrollo del programa entre 1954 y 1972.

El edificio sobre las calles Hocquart, Carlos Bacigalupi,  Madrid y Emilia Pardo Bazán es inaugurado en 1959 y su vieja sede de la calle Daniel Fernández Crespo (ex Sierra), fue destinada a albergar al Liceo N°17, para posteriormente trasladar todas sus dependencias al nuevo edificio. 
"El edificio ocupa una manzana de menores dimensiones a las tradicionales y se estructura en “U” en los primeros niveles, y en “L” en los pisos siguientes. Los volúmenes están alineados a los límites de la edificación generando un borde de manzana cerrado, característica morfológica de la zona que a su vez permite cierta intimidad a la vida del liceo, exceptuando la esquina norte donde se ubica el patio.  A su vez alcanza alturas similares a las predominantes en el sector, con una volumetría acorde a la escala urbana del contexto. Todos estos rasgos contribuyen a una muy adecuada inserción urbana.
Si bien la organización en “U” podría remitir al tipo patio, el tratamiento de los volúmenes diferenciados, la fragmentación del todo en partes y el lenguaje adoptado con fuertes rasgos corbusieranos, manifiestan un cambio conceptual.  Junto a la depuración formal, la relación forma-función y el abandono total de rasgos historicistas, el proyecto da cuenta de forma clara y contundente de una nueva arquitectura, de un quiebre, en una creación paradigmática."
 El edificio fue declarado como Bien de Interés Departamental, siendo el padrón número 27 de 106 que forman parte del Decreto Departamental N°35.639, promulgado por la Intendencia de Montevideo el 13 de agosto del 2015.

## Personalidades
En sus cien años de presencia, desde su creación han cursado por el mismo diferentes personalidades, como Mario Benedetti, quien hace mención al liceo en su obra "Andamios" y en su novela "La borra del Café", donde lo menciona cuando el protagonista relata la primera huelga de su vida, también fueron exalumnos Álvaro Alzugaray, el doctor José Pedro Zubillaga y el maestro Óscar Washington Tabárez.
Fue docente de esta institución el escritor, profesor y músico uruguayo Washington "Bocha" Benavides, quien luego de haber sido destituido por la dictadura cívico-militar en 1976, fue restituido en 1985 reintegrándose a la docencia en los liceos N° 17 Francisco Acuña de Figueroa y N° 2 Héctor Miranda, donde dictó clases hasta 1996.